# 傅里叶变换光谱学
傅里叶变换光谱法是采集基于电磁辐射源或其他种类的放射源的干涉效应而测得的光谱的一种测量技术。其测量是在时域或者空间域展开的。它能运用于各类谱学，包括可见光光谱学、红外谱学（FTIR）、核磁共振以及核磁共振谱学成像、质谱学和电子自旋谱学。有几种测量光的时间相干性的方法（参见光场自相关词条），包括连续波迈克尔孙或者傅里叶变换光谱仪以及脉冲式傅里叶变换光谱摄像法（一种比传统光谱学技术更灵敏并且采样时间更短的测量技术，但只适用于实验室环境）。

## 概念性的介绍

### 测量发射光谱
光谱学中一个最基本的任务是去描绘光源的光谱：每个波长上有多少发射光。最直接的测量光谱的办法就是使光线经过一个单色仪，一种阻碍除开某一特定波长的其他全部光的仪器。（通过调节单色仪的旋钮决定哪个波长的光不被阻碍）那么这个剩下的光的强度就被测出来了。被测的强度直接表征该波长上有多少发射光。变换单色仪的通过波长，整个谱就能够测出来。这一简单的设计事实上能够描述一些光谱仪的工作方式。
傅里叶变换光谱法是一种得到相同信息的不那么直观的方法。该方法不是在一个时间只允许一种波长的光通过来探测，而是让包含了许多不同波长的光束光一次通过，然后测量整个光束的强度。接着，调整光束为包含波长的不同组合，给出又一次的数据点。该过程重复多次。之后，电脑记下所有数据并将其还原成能够表示每个波长上有多少光的信息。
说的更具体一些，在光源和探测器之间，有一种镜面的布置方式，允许一些波长的光通过，阻碍别的波长的光（因为波的干涉）。通过移动镜子来调整光束去测量每个不同的数据点，这改变了允许通过的波长的集合。
如上所述，计算机处理是用来将原始数据（每个镜子位置对应的光强）转换为期望的结果（每一波长的光强）。所需的这一过程其实就是叫傅里叶变换的常见的代数方法。（正是为什么这被称为“傅里叶变换光谱学”的缘故）。原始数据有时候也叫干涉图样。因为目前的计算机设备成为必备条件，并且具有分析极少量样品的光的能力，这一技术经常利于样品制备的不同方面的自动化。样品得以更好的保存并且结果也更容易去复刻。这两个优点都是很重要的，比如未来有可能会卷入法律诉讼的测试情形，像那些牵涉药品试样的情况。

## 连续波迈克耳孙或傅里叶变换光谱摄像
迈克尔孙光谱摄像与用于迈克耳孙莫雷实验的装置类似。来自光源的光被一个半镀银的镜子分为两束，一个被反射到固定平面镜，两一个则被折射到可动平面镜上，这就引入了时间延迟——傅里叶变换光谱仪也就是一个带有可动平面镜的迈克尔孙干涉仪。两光束相互干涉，就产生了光的时域相干，在不同的时间延迟设置下测量光的时域相干，就可以有效地将时域变换到空间坐标上。对足够多的动镜离散的位置上的信号做测量，光谱就可以通过对光的时间相干的傅里叶变换来重建起来。迈克尔孙光谱摄像可以对明亮的光源给出极高的光谱分辨率的观测结果。迈克尔孙或者傅里叶光谱摄像在红外天文观测只有单像素探测器的年代在红外波段的应用很广泛。成像式的迈克尔孙光谱仪是一种可能性，但普遍被成像式法布里波罗干涉仪取代，这种干涉仪更容易实现。
光谱的读出